# 24 de diciembre
El 24 de diciembre es el 358.º (tricentésimo quincuagésimo octavo) día del año en el calendario gregoriano y el 359.º en los años bisiestos. Quedan 7 días para finalizar el año.

## Acontecimientos

La iglesia de Santa Sofía.

- 563: la iglesia bizantina Santa Sofía en Constantinopla es reconstruida por segunda vez después haber sido destruida por un terremoto.
- 759: el poeta de la dinastía Tang, Du Fu parte hacia Chengdu, donde es acogido por su amigo Pei Di.
- 1144: la capital del condado de Edesa, cae en poder de Zengi, señor de Mosul y Aleppo.
- 1294: en Roma, Bonifacio VIII es elegido papa, reemplazando a Celestino V, que había renunciado.
- 1500: en Cefalonia, el Gran Capitán (Gonzalo Fernández de Córdoba) lidera una importante victoria hispano-veneciana sobre el Imperio otomano (toma de Cefalonia).
- 1521: un incendio destruye las tres cuartas partes de Oviedo.
- 1536: el conquistador español Sebastián de Belalcázar funda la ciudad de Popayán en el actual territorio de Colombia.
- 1591: Felipe II publica un perdón general para los amotinados y respeta la esencia de los fueros aragoneses.
- 1598: en el Reino de Chile, el gobernador Martín García muere al ser emboscado por fuerzas mapuches dirigidas por Pelantaro (los españoles llamarían a este suceso el Desastre de Curalaba).
- 1603: se funda la Comuna de Nacimiento (Chile).
- 1680: Marruecos y los Países Bajos firman un tratado de alianza para fomentar la piratería marroquí en el Mediterráneo contra España.
- 1715: Felipe V ratifica en Guadalajara su matrimonio con Isabel de Farnesio.
- 1726: se declara fundada la ciudad de Montevideo.
- 1734: un incendio destruye el Real Alcázar de Madrid.
- 1752: se experimenta por primera vez en España el alumbrado público de las calles con luces de aceite.
- 1777: en el medio del océano Pacífico, el navegante James Cook arriba a la isla Kiritimati ―también llamada Isla Navidad― que hasta el 1200 d. C. había sido visitada durante siglos por los polinesios.
- 1781: en Viena ―ante la presencia del emperador José II de Austria― tiene lugar un duelo de interpretación pianística entre Wolfgang Amadeus Mozart y Muzio Clementi, del que resultó vencedor Mozart.
- 1800: en París, Napoleón Bonaparte sufre un atentado del que sale ileso.
- 1801: el emperador Francisco I de Austria prohíbe que Franz Joseph Gall ―investigador del cerebro― dé clases, ya que su doctrina conduce al materialismo.
- 1813: Guerra de Independencia de México: se produce la Batalla de las Lomas de Santa María donde las tropas insurgentes, comandadas por José María Morelos son derrotadas por las tropas españolas del comandante Agustín de Iturbide.

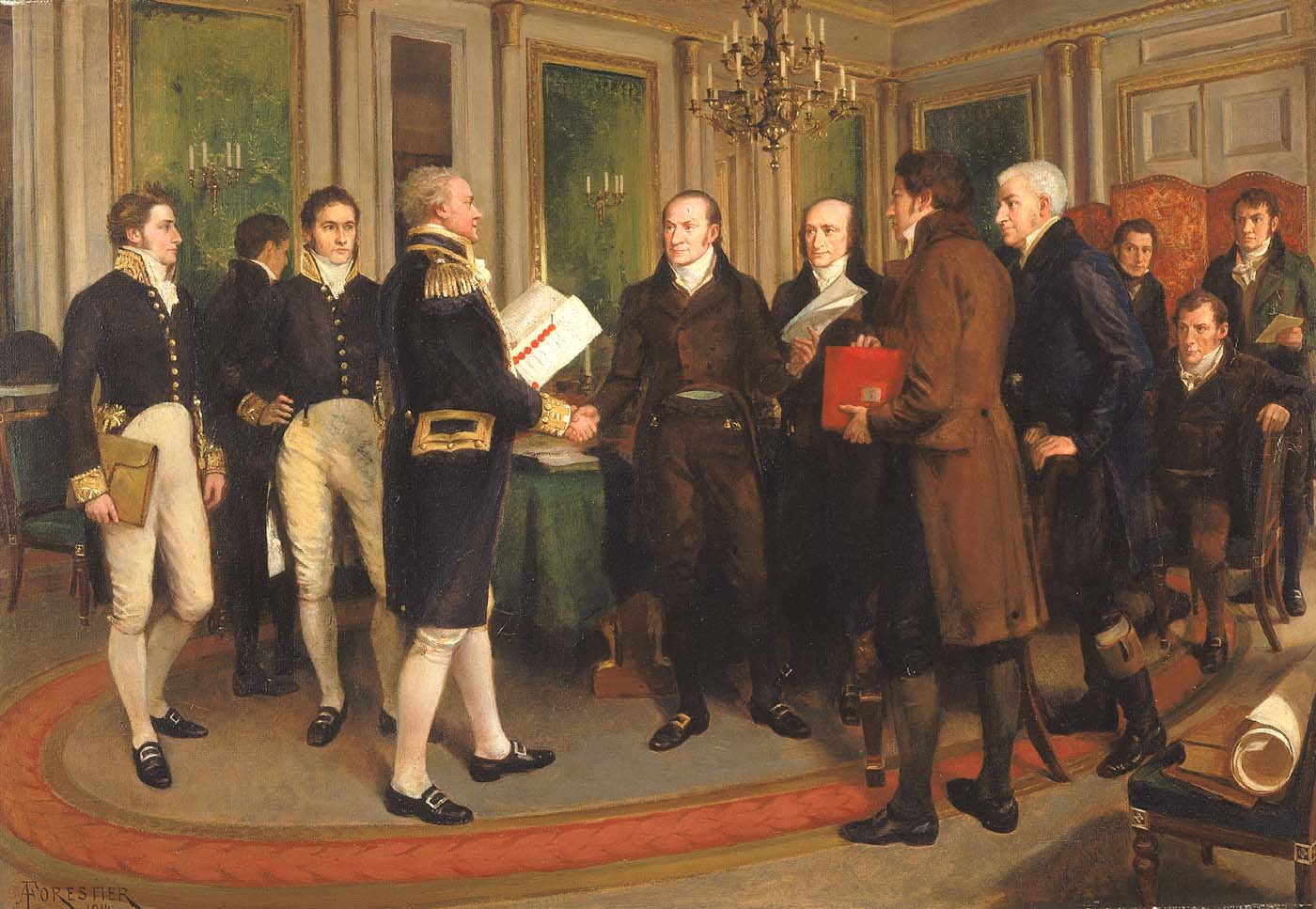
Firma del Tratado de Gante.

- 1814: Inglaterra y los Estados Unidos firman en Gante un tratado que termina con la Guerra anglo-estadounidense.
- 1835: en Venezuela, comienza el Sitio de Puerto Cabello impuesto en la plaza de Puerto Cabello por las fuerzas constitucionalistas de José Antonio Páez a las fuerzas reformistas comandadas por el coronel Pedro Carujo.
- 1836: fuerzas liberales mandadas por Espartero derrotan a los carlistas en Luchana (Bilbao).
- 1851: incendio en la Biblioteca del Congreso de Estados Unidos.
- 1865: en Estados Unidos se crea el Ku Klux Klan.
- 1879: en Cuba queda abolida por decreto la esclavitud.
- 1884: Llega el primer tranvía de mulas a Bogotá
- 1889: en la ciudad de Rosario, Argentina, se funda el Club Atlético Rosario Central.
- 1905: en la catedral de Barcelona (España) el cardenal Casañas sufre un atentado del que sale ileso.
- 1906: el profesor canadiense Reginald Aubrey Fessenden realiza la primera emisión radiofónica, en la que se escucha su voz y la música de Haendel en los barcos que navegan cerca de la isla de Terranova.
- 1907: la Ópera de París decide emparedar en uno de sus muros cajas que contienen grabaciones de grandes cantantes, a fin de que dentro de doscientos años asombren a los melómanos.
- 1908: en París, el presidente Fallières inaugura el Primer Salón de la Aeronáutica.
- 1909: en Bélgica, Alberto I es coronado rey.
- 1911: en Berlín, un envenenamiento por alcohol metílico causa la muerte de 89 personas.
- 1912: en Yubari (en la isla japonesa de Hokkaidō) una explosión cuesta la vida a 245 mineros.
- 1914: en el frente occidental ―en el marco de la Primera Guerra Mundial― las tropas alemanas y las tropas británicas celebran un breve alto el fuego no oficial; este hecho fue conocido como la «Tregua de Navidad».
- 1920: en España, como resultado de los comicios celebrados el día 19 obtienen la victoria los conservadores.
- 1922: en Roma (Italia) su primera encíclica, el papa Pío XI hace un llamamiento a la paz en Italia y en el mundo.
- 1924: Albania se convierte en república.
- 1924: Se crea la Biblioteca Nacional de Camboya.

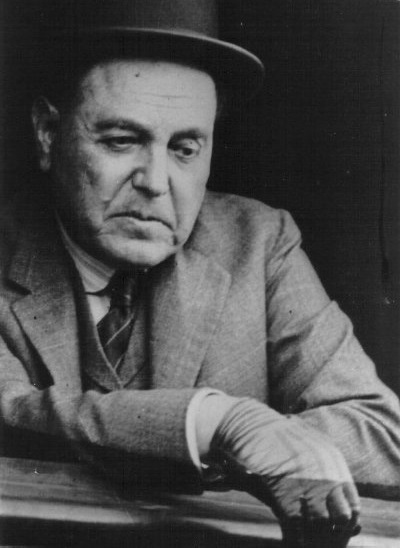
Hipólito Yrigoyen.

- 1929: en Argentina, el presidente argentino Hipólito Yrigoyen sufre un atentado del que sale ileso.
- 1933: cerca de París (Francia) mueren más de 200 personas en un choque de trenes.
- 1936: En el contexto de la guerra civil española, la aviación republicana bombardea Córdoba en un intento de debilitar la retaguardia del bando sublevado.
- 1936: en Cuba, Federico Laredo Brú es elegido presidente.
- 1939: en el marco de la Segunda Guerra Mundial, el papa Pío XII apela por la paz en la misa de Gallo (ritual de la Navidad).
- 1941: en el marco de la Segunda Guerra Mundial, Kuching es conquistado por las tropas japonesas.
- 1941: en el marco de la Segunda Guerra Mundial, Bengasi es conquistado por el ejército británico.
- 1942: en el norte de África, el general francés Giraud asume el cargo de alto comisario.
- 1943: en el marco de la Segunda Guerra Mundial, el general estadounidense Dwight D. Eisenhower asume los poderes de comandante en jefe de las tropas aliadas.
- 1943: en la Unión Soviética ―en el marco de la Segunda Guerra Mundial― el Ejército Rojo lanza la Ofensiva del Dniéper-Cárpatos en Ucrania.
- 1950: España y los Estados Unidos reanudan sus relaciones diplomáticas.
- 1951: Libia se independiza de Italia.
- 1959: en la provincia de Santiago del Estero (Argentina), un comando armado de Uturuncos asalta la comisaría de la localidad de Frías.
- 1961: Durante una tarde de caza en los bosques de El Pardo (Madrid), Francisco Franco es herido en la mano izquierda al explotar accidentalmente un cañón de su escopeta de caza. A pesar de los intentos del gobierno de restarle importancia al hecho, la opinión pública y los servicios de inteligencia americanos comienzan a temer por el estado de salud del dictador. A raíz de este accidente, el caudillo empieza a pensar en un posible sucesor.[1]
- 1968: en el marco del Programa Apolo, la nave Apolo 8 entra en la órbita alrededor de la Luna; son los primeros humanos que lo hacen.
- 1969: en Estados Unidos, Charles Manson se defiende a sí mismo en el juicio por la muerte de Sharon Tate.
- 1971: en Perú, el Vuelo 508 de LANSA se accidenta en el Departamento de Huánuco, resultando 91 pasajeros muertos y una sobreviviente (Juliane Koepcke).
- 1979: la Unión Soviética invade Afganistán.
- 1979: primer despegue con éxito del Ariane 1, proyecto de la ESA.
- 1981: Navidad roja.
- 2004: un terremoto de 8,2 grados en la escala de Richter sacude el Territorio Antártico Australiano.
- 2009: en Roma, Susana Maiolo ataca al papa Benedicto XVI en la misa de Gallo (ritual de la Navidad).
- 2010: en Puerto Rico, a las 19:42 h, un sismo de 5.4 grados en la escala de Richter sucede en plena celebración de la Navidad.
- 2010: en la provincia de Manabí (Ecuador), mueren 39 personas en un accidente de tránsito.[cita requerida]
- 2011: en la República Popular Democrática de Corea, Kim Jong-Un es designado líder supremo; Kim Yong Nam lo confirma como presidente de la Asamblea Suprema del Pueblo cinco días después.
- 2014: una avioneta comercial cae en la zona de Mesa de los Santos (Colombia), dejando fallecidos a los 7 ocupantes.[2]
- 2014: el Tratado de comercio de armas entró en vigor.
- 2017: en Perú el presidente Pedro Pablo Kuczynski concede un indulto humanitario al expresidente Alberto Fujimori, recluido durante 12 años en prisión.[3]
- 2018: en Coronango (México) cae un helicóptero que transportaba a la gobernadora del estado de Puebla Martha Erika Alonso junto a su esposo Rafael Moreno Valle quienes murieron en el accidente.
- 2019: en Colombia suceden dos sismos de magnitudes 6.2 y 5.7 grados en escala de Richter con epicentro en el departamento de Meta.
- 2019: En la Ciudad de México, un incendio en el mercado de La Merced consume más de 600 locales y provoca la muerte de 2 personas.
- 2023: en Inglaterra, por primera vez en el siglo y desde 1995, se jugó un partido de la Premier League en Nochebuena. El resultado fue victoria del Wolverhampton sobre el Chelsea.[1]

## Nacimientos

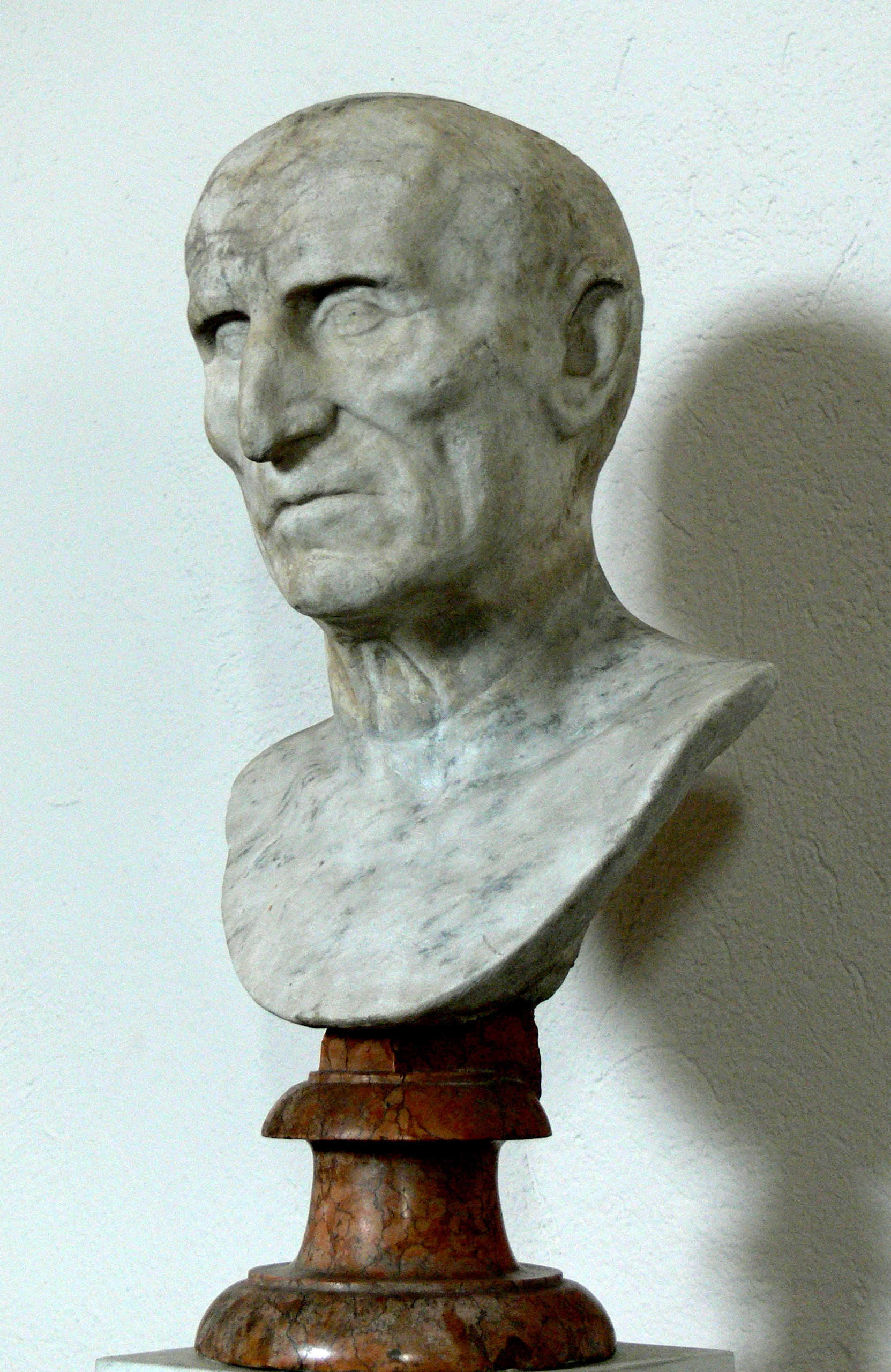
Galba.

- 3 a. C.: Galba, emperador romano (f. 69).
- 1166: Juan I, rey de Inglaterra entre 1199 y 1216 (f. 1216).
- 1389: Juan VI de Bretaña, aristócrata francés (f. 1442).
- 1508: Pietro Carnesecchi, humanista italiano (f. 1567).
- 1588: Constanza de Habsburgo, reina polaca (f. 1631).
- 1597: Honorato II, príncipe monegasco (f. 1662).
- 1638: Tomás de la Cerda y Aragón, aristócrata y gobernador español (f. 1692).
- 1649: Manuel de Solórzano, misionero y jesuita español (f. 1684).
- 1679: Domenico Sarro, compositor italiano (f. 1744).
- 1709: Johann Evangelist Holzer, pintor austro-alemán (f. 1740).
- 1729: Manuel Abad y Lasierra, religioso español (f. 1806).
- 1740: Anders Johan Lexell, astrónomo y matemático sueco-ruso (f. 1784).
- 1754: George Crabbe, poeta y naturalista británico (f. 1832).
- 1761: Jean-Louis Pons, astrónomo francés (f. 1831).
- 1761: Selim III, sultán otomano (f. 1808).
- 1777: Manuel Salazar y Baquíjano, político y militar peruano (f. 1850).
- 1781: Joaquín Manuel Fernández Cruzado, pintor español (f. 1856).
- 1782: Charles Hubert Millevoye, poeta francés (f. 1816).
- 1784: Elena Pávlovna Románova, heredero al trono ruso (f. 1803).
- 1786: Gregor MacGregor, militar escocés (f. 1845).
- 1787: Guillermo de Hesse-Kassel, aristócrata alemán (f. 1867).
- 1791: Ernst Ferdinand Nolte, botánico alemán (f. 1875).
- 1791: Eugène Scribe, escritor francés (f. 1861).
- 1798: Adam Mickiewicz, poeta y patriota polaco (f. 1855).
- 1804: Mariano Rivera Paz, político guatemalteco (f. 1849).
- 1809: Kit Carson, explorador y residente fronterizo estadounidense (f. 1868).
- 1810: Wilhelm Marstrand, pintor danés (f. 1873).
- 1816: Rafael Martínez Molina, médico español (f. 1888).
- 1818: James Prescott Joule, físico británico (f. 1889).
- 1819: Antonio Trueba, escritor español (f. 1889).
- 1820: Justin Clinchant, militar francés (f. 1881).
- 1821: Gabriel García Moreno, político y escritor ecuatoriano (f. 1875).
- 1822: Matthew Arnold, poeta británico (f. 1888).
- 1822: Charles Hermite, matemático francés (f. 1901).
- 1824: Peter Cornelius, compositor y poeta alemán (f. 1874).
- 1824: Emmanuel Frémiet, escultor francés (f. 1910).
- 1825: Gabriel Batllevell i Tort, maestro de obras español (f. 1910).
- 1829: José Rogel Soriano, compositor español (f. 1901).
- 1831: Manuel del Palacio, periodista y poeta español (f. 1906).
- 1832: Christian Christie, arquitecto noruego (f. 1906).
- 1836: Joaquín Agrasot, pintor español (f. 1919).
- 1837: Cosima Wagner, segunda esposa de Richard Wagner (f. 1930).
- 1837: Hans von Marées, pintor alemán (f. 1887).

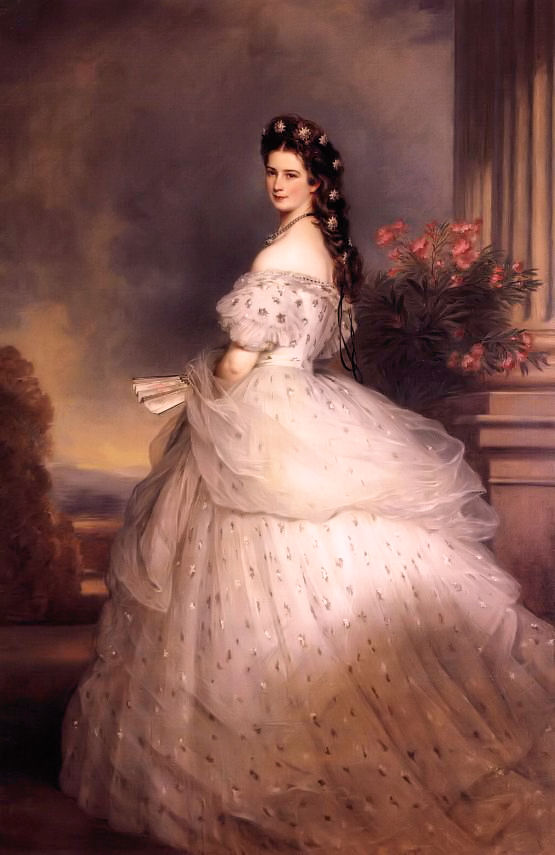
Sissi.

- 1837: Isabel de Baviera, emperatriz austrohúngara (f. 1898).
- 1843: Lydia Koidula, poeta estonia (f. 1886).
- 1845: Jorge I, rey griego entre 1863 y 1913 (f. 1913).
- 1845: Fernand Cormon, pintor francés (f. 1924).
- 1845: Alfonso Espínola, médico español (f. 1905).
- 1846: Manuel Mato Vizoso, escritor e historiador español (f. 1909).
- 1854: José María Reina Barrios, presidente de Guatemala (f. 1898).
- 1855: Manuel M. Plata, militar mexicano (f. 1926).
- 1859: Pedro Antonio Echagüe, abogado y político argentino (f. 1939).
- 1859: Eliseo Meifrén y Roig, pintor español (f. 1940).
- 1861: Antonio Rodríguez Martínez (el Tío de la Tiza), músico y compositor español (f. 1912).
- 1862: Manuel Azueta, marino mexicano (f. 1928).
- 1863: Delfín Chamorro, pedagogo paraguayo (f. 1931).

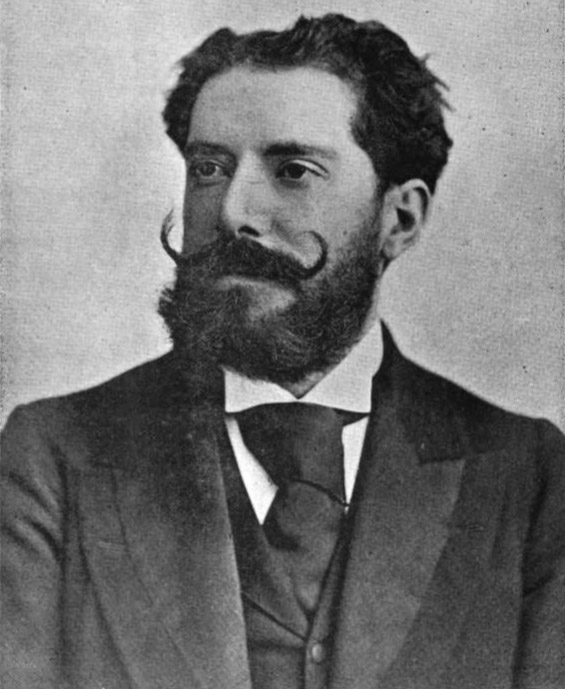
Enrique Fernández Arbós.

- 1863: Enrique Fernández Arbós, músico español (f. 1939).
- 1863: Ljubomir Davidović, político serbio (f. 1940).
- 1864: Manuel González Zeledón (Magón), escritor costarricense (f. 1936).
- 1866: Manuel J. Calle, político, periodista, escritor e historiador ecuatoriano (f. 1918).
- 1868: Emanuel Lasker, ajedrecista alemán (f. 1941).
- 1868: Richard Teichmann, ajedrecista alemán f. 1925).
- 1869: Henriette Roland Holst, poetisa socialista neerlandesa (f. 1952).
- 1872: Adam Gunn, decatleta estadounidense (f. 1935).
- 1872: Natividad Yarza Planas, política española (f. 1960).
- 1873: Emanuel Walberg, historiador sueco (f. 1951).
- 1876: Francisco Tudela y Varela, político, abogado y peruano (f. 1962).
- 1877: Manuel Castro Quesada, político costarricense (f. 1950).
- 1879: Alejandrina de Mecklemburgo-Schwerin, reina consorte de Dinamarca (f. 1952).
- 1879: Émile Nelligan, poeta y escritor canadiense (f. 1941).
- 1879: Joaquín Tena Sicilia, pediatra y cirujano español (f. 1928).
- 1880: Enrique García-Rendueles, escritor español (f. 1955).
- 1881: Jan Bronner, escultor neerlandés (f. 1972).
- 1881: Delfina Bunge, escritora argentina (f. 1952).
- 1884: Guillermo G. Cano, político argentino (f. 1939).
- 1885: Paul Manship, escultor estadounidense (f. 1966).
- 1886: Ana Adamuzm, actriz española (f. 1971).
- 1886: Michael Curtiz, cineasta húngaro-estadounidense (f. 1962).
- 1886: Bogoljub Jevtić, Primera ministro yugoslavo (f. 1960).
- 1886: Serguéi Pankéyev, aristócrata ruso (f. 1979).

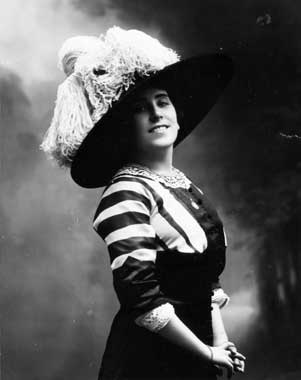
Lucrecia Bori.

- 1887: Lucrecia Bori, soprano española (f. 1960).
- 1887: Louis Jouvet, actor francés (f. 1951).
- 1888: Cèsar Martinell, arquitecto español (f. 1973).
- 1889: Osmín Aguirre y Salinas, militar salvadoreño (f. 1977).
- 1889: Antonino Cipolla, violinista y compositor argentino (f. 1969).
- 1889: Carl O. Sauer, geógrafo estadounidense (f. 1975).
- 1891: Tomás Seguí, político español (f. 1937).
- 1892: Ruth Chatterton, actriz estadounidense (f. 1961).
- 1893: Harry Warren, compositor estadounidense (f. 1981).
- 1894: Georges Guynemer, aviador francés (f. 1917).
- 1894: Jack Thayer, superviviente del Titanic (f. 1945).
- 1895: Noel Streatfeild, escritora británica (f. 1986).
- 1895: Nikolaus von Vormann, militar alemán (f. 1959).
- 1895: Marguerite Williams, geóloga estadounidense (f. 1991).
- 1897: Francisco Díaz de León, dibujante mexicano (f. 1975).
- 1897: José de Figueroa y Alonso-Martínez, militar y polista español (f. 1920).
- 1899: Carl Troll, geógrafo, botánico y ecólogo alemán (f. 1975).
- 1899: Franz Xaver Dorsch, ingeniero alemán (f. 1986).
- 1900: Alfredo Chavero e Híjar, educador mexicano (f. 1980).
- 1901: Donald Ewen Cameron, psicólogo británico (f. 1967).
- 1903: Julián Alfredo, religioso español (f. 1934).
- 1903: Joseph Cornell, artista americano (f. 1972).
- 1904: Joseph Juran ingeniero y experto en el control de calidad rumano (f. 2008).
- 1904: Manuel Villar, anarquista argentino (f. 1972).

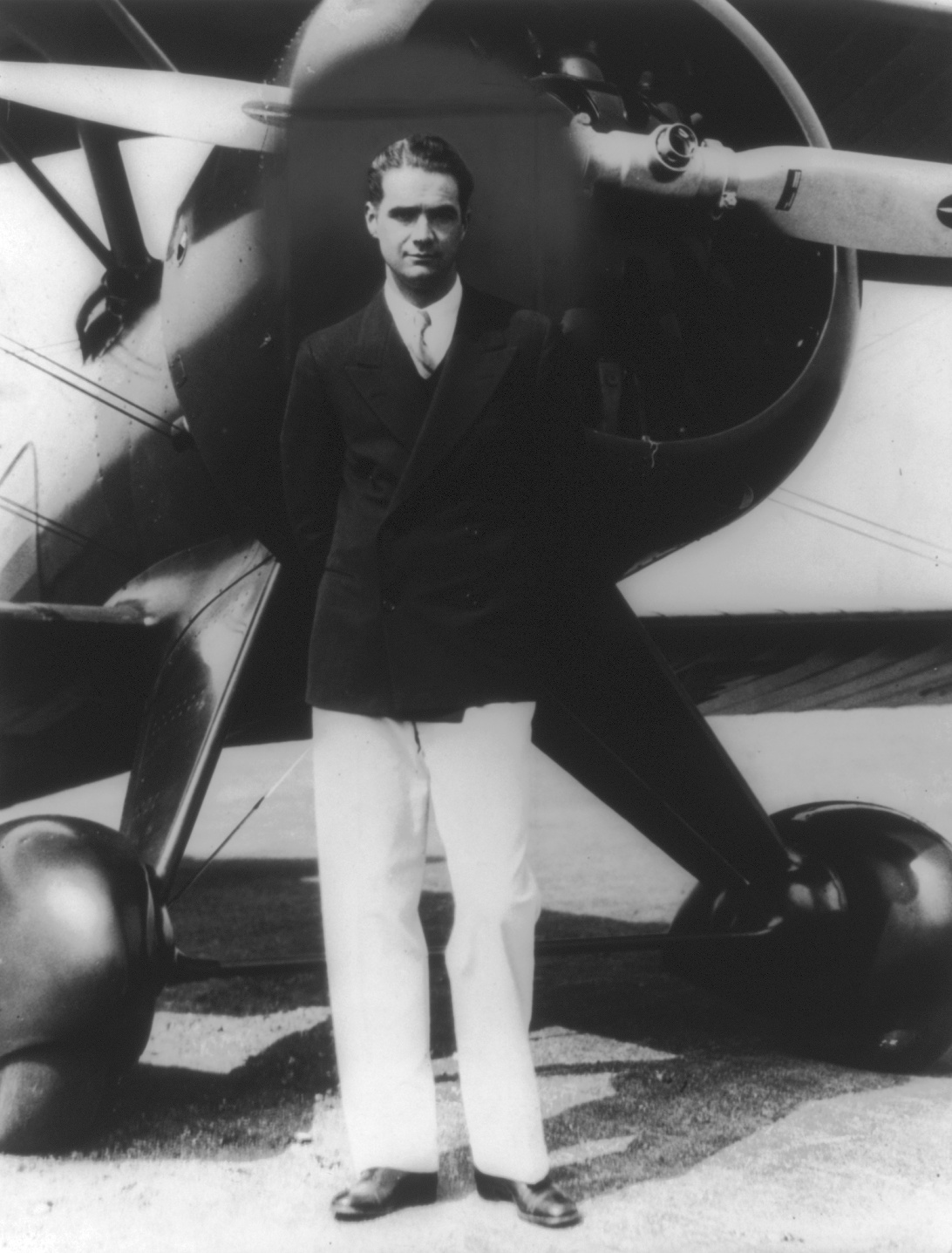
Howard Hughes.

- 1905: Howard Hughes, empresario, piloto y productor de cine estadounidense (f. 1976).
- 1905: Milt Dunnell, periodista deportivo canadiense (f. 2008).
- 1905: Miguel Ángel Zavala Ortiz, político argentino (f. 1982).
- 1906: James Hadley Chase, escritor británico (f. 1985).
- 1906: Franz Waxman, compositor alemán (f. 1967).
- 1907: André Cailleux, escritor francés (f. 1986).
- 1910: Fritz Leiber, escritor estadounidense (f. 1992).
- 1910: Max Miedinger, tipógrafo suizo (f. 1980).
- 1912: Ramón Carnicer Blanco, escritor español (f. 2007).
- 1913: César Alonso de las Heras, religioso español (f. 2004).
- 1913: Ad Reinhardt, pintor estadounidense (f. 1967).
- 1914: Dorothy Hyson, actriz estadounidense (f. 1996).
- 1916: Assad Bucaram, político ecuatoriano (f. 1981).
- 1916: Lalo Guerrero, compositor mexicano (f. 2005).
- 1916: Héctor Stamponi, compositor y pianista argentino de tangos (f. 1997).
- 1917: Kim Jong-suk, personalidad norcoreana (f. 1949).
- 1918: Jorge Yarur Banna, empresario chileno (f. 1991).
- 1918: Óscar Bonilla, militar y político chileno (f. 1975).
- 1918: Carlos Coda, marino argentino (f. 2004).
- 1919: Pierre Soulages, pintor y escultor francés (f. 2022).
- 1920: Vittorio Vettori, poeta y filósofo italiano (f. 2004).
- 1920: Klavdia Blinova, aviadora militar soviética (f. 1988)
- 1921: Jesús Arellano, filósofo argentino (f. 2009).
- 1921: Jimmy Clitheroe, humorista británico (f. 1973).

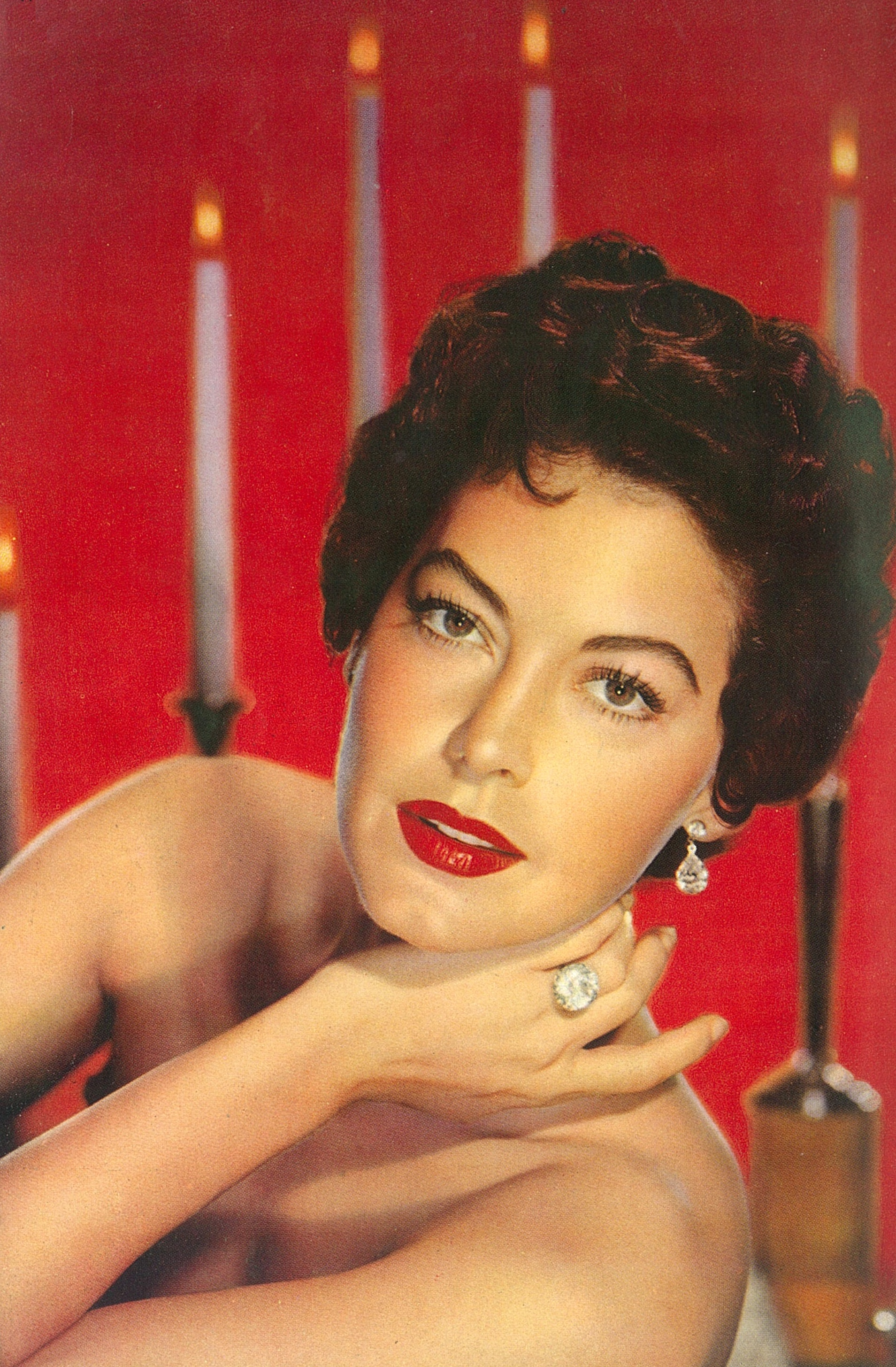
Ava Gardner.

- 1922: Ava Gardner, actriz estadounidense (f. 1990).
- 1923: Manuel Quindimil, político argentino (f. 2008).
- 1924: Mohammad Rafi, actor y cantante indio (f. 1980).
- 1924: Baldramina Flores, escritora y activista chilena (f. 2021).
- 1925: Innes Lloyd, productor británico de televisión (f. 1991).
- 1925: Yafa Yarkoni, cantante israelí (f. 2012).
- 1926: Luis Alberto Costales, escritor y político ecuatoriano (f. 2006).
- 1926: Juan José Linz, politólogo estadounidense (f. 2013).
- 1927: Mary Higgins Clark, escritora estadounidense (f. 2020).
- 1927: Vernon Hilton Heywood, biólogo británico (f. 2022).
- 1928: Manfred Rommel, político alemán (f. 2013).
- 1928: Norman Rossington, actor estadounidense (f. 1999).
- 1928: Hugo Serrano Gómez, político colombiano (f. 2010).
- 1929: José Carol Archs, escritor español (f. 2019).
- 1929: Lennart Skoglund, futbolista sueco (f. 1975).
- 1929: Philip Ziegler, historiador y biógrafo británico (f. 2023).
- 1930: Jorge Arguindegui, militar argentino (f. 1997).
- 1930: Arsenio Iglesias, futbolista y entrenador español (f. 2023).
- 1931: Antonio Barbosa Alves, ciclista portugués (f. 2018).
- 1931: Jill Bennett, actriz británica (f. 1990).
- 1931: Ray Bryant, pianista y compositor estadounidense (f. 2011).
- 1931: Mauricio Kagel, compositor, director y escenógrafo argentino (f. 2008).
- 1931: Russell Stannard, físico británico (f. 2022).
- 1933: Francisco Capel, baloncestista español (f. 2022).
- 1934: Enrique Dussel, académico, filósofo e historiador mexicano (f. 2023).
- 1934: Stjepan Mesić, político croata.

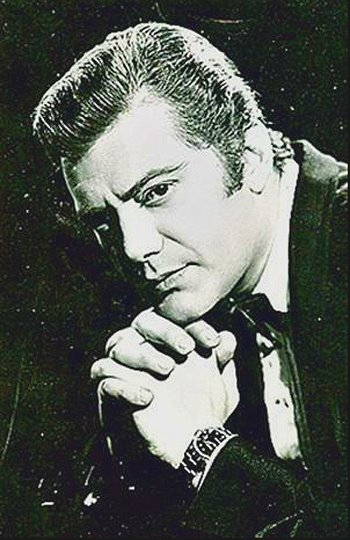
Alberto Locati.

- 1935: Alberto Locati, actor argentino (f. 2007).
- 1935: Jesús Antonio Sam López, político y abogado mexicano (f. 2010).
- 1935: Eugenio Chicano, pintor español (f. 2019).
- 1934: María Cuadra, actriz española.
- 1937: Nicolás García Uriburu, artista y arquitecto argentino (f. 2016).
- 1937: Félix Miéli Venerando, futbolista brasileño (f. 2012).
- 1937: Jaime Alomar, ciclista español.
- 1938: Manuel Avellaneda Gómez, pintor español (f. 2003).
- 1938: Mesías Maiguashca, compositor ecuatoriano.
- 1939: Herty Lewites, político nicaragüense (f. 2006).
- 1940: Jan Stráský, político y banquero checo, primer ministro de Checoslovaquia en 1992 (f. 2019).
- 1940: Guillermo Jiménez Sánchez, jurista español.
- 1940: Anthony Fauci, médico estadounidense.
- 1941: Howden Ganley, piloto de carreras neozelandés.
- 1941: John Levene, actor británico.
- 1941: Ana Maria Machado, periodista, pintora, y escritora brasileña.
- 1942: Diego Jesús Jiménez, poeta, pintor y periodista español (f. 2009).
- 1942: Joaquín Sánchez Garrido, político español.
- 1943: Alberto Andrade Carmona, empresario y político peruano (f. 2009).

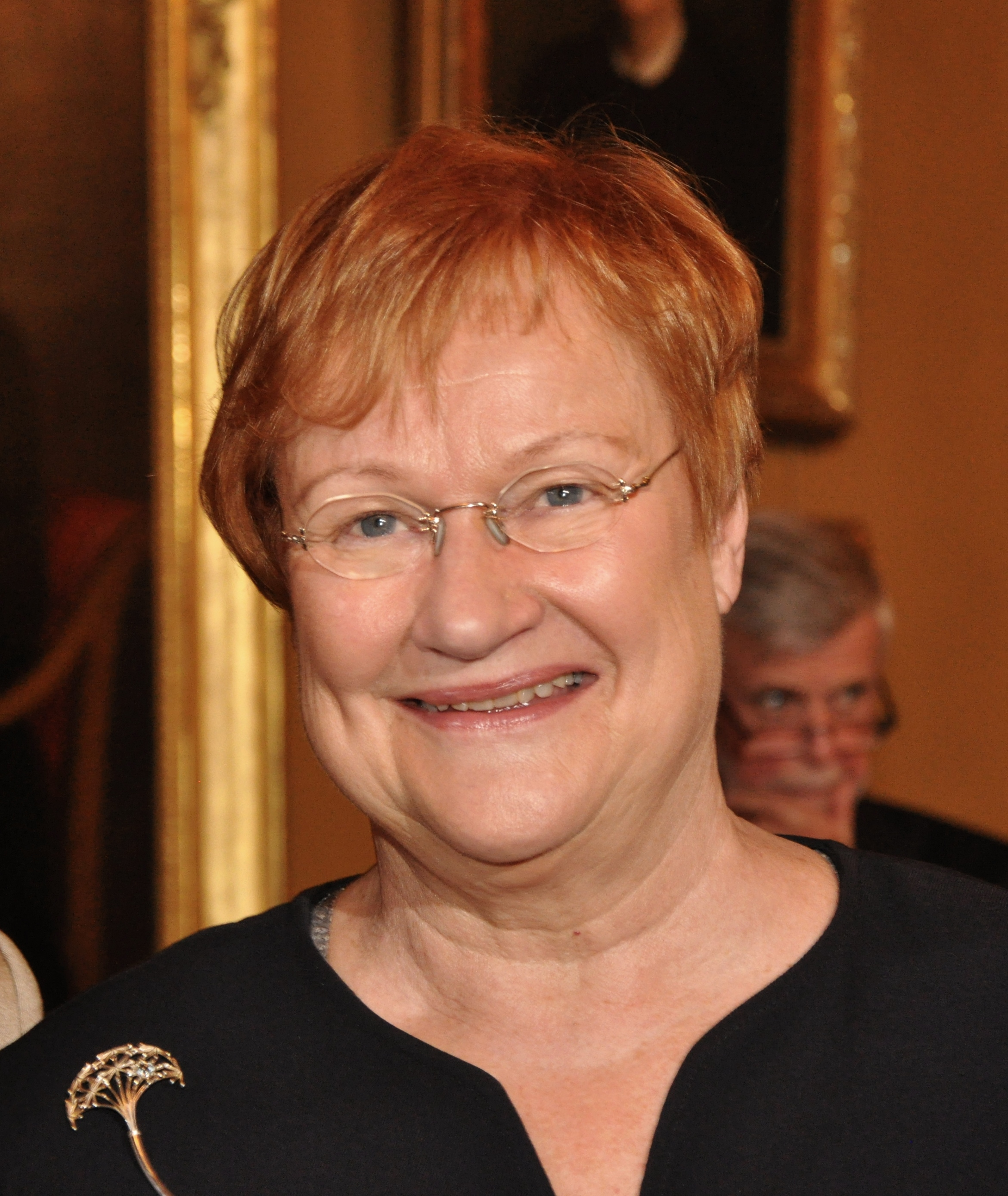
Tarja Halonen.

- 1943: Tarja Halonen, presidenta finlandesa.
- 1943: Robert Kurz, filósofo, escritor y periodista alemán (f. 2012).
- 1943: Arysteides Turpana, poeta panameño (f. 2020).
- 1943: Christian Raymond, ciclista francés.
- 1944: Oswald Gracias, arzobispo indio.
- 1944: Daniel Johnson, Jr., político canadiense.
- 1944: Woody Shaw, trompetista y compositor estadounidense (f. 1989).
- 1945: Enrique Jackson, político mexicano (f. 2021).

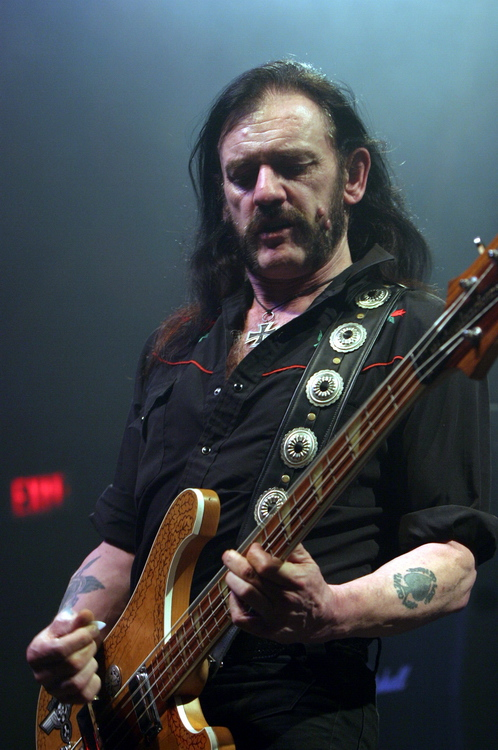
Lemmy Kilmister.

- 1945: Lemmy Kilmister, cantante y bajista británico, de la banda Motörhead (f. 2015).
- 1945: José Lara Nimo, futbolista español (f. 2024).
- 1946: Jan Akkerman, guitarrista neerlandés, de la banda Focus.
- 1946: Nel Amaro, escritor español (f. 2011).
- 1946: Jesús Antonio Bejarano Ávila, economista colombiano (f. 1999).
- 1946: Andrew Chi-Chih Yao, científico chino.
- 1946: Vittorio Giardino, historietista italiano.
- 1946: La Chana, bailaora española.
- 1946: Óscar Liera, dramaturgo mexicano (f. 1990).
- 1947: Miguel Ángel González Suárez, futbolista español (f. 2024).
- 1947: Peter Houseman, futbolista británico (f. 1977).
- 1947: Michel Rolland, enólogo francés.
- 1947: Joost Swarte, ilustrador e historietista neerlandés.
- 1948: Juan Bau, cantante español.
- 1948: José María Covarrubias, activista mexicano (f. 2003).
- 1948: Edwige Fenech, actriz italiana.
- 1948: Mo Layton, baloncestista estadounidense.
- 1948: Gerardo Melgar Viciosa, obispo y filósofo español.
- 1948: Rafael Román Guerrero, político español.
- 1948: Erik Trinkaus, paleontólogo estadounidense.
- 1949: Francisco Bartolucci, político chileno.

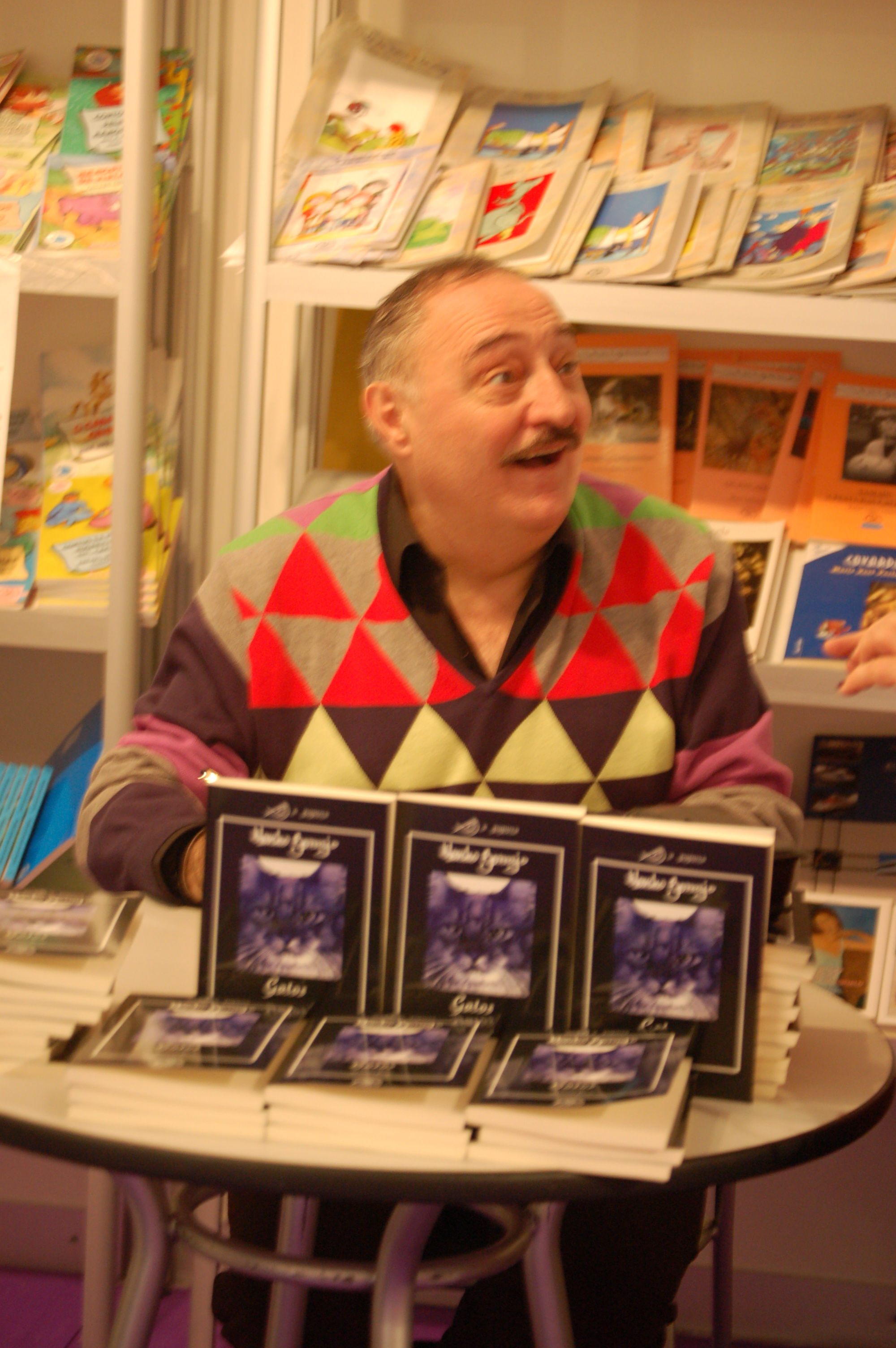
Moncho Borrajo.

- 1949: Moncho Borrajo, actor y humorista español.
- 1949: Beatriz Carvajal, actriz española.
- 1949: Mircea Diaconu, actor rumano (f. 2024).
- 1950: Gilberto Alves, futbolista y entrenador brasileño.
- 1950: Mario Ruiz Massieu, político mexicano (f. 1999).
- 1951: Jesús Bracamontes, futbolista mexicano.
- 1951: Renato Moro, historiador italiano.
- 1952: Christopher Buckley, escritor estadounidense.
- 1952: Jesús Cuadrado Bausela, geógrafo y político español.
- 1952: Chucho Merchán, músico colombiano.
- 1952: Julio Mora, cantante uruguayo.
- 1953: Wilfried Maria Blum, escultor alemán.
- 1953: Mario Santiago Papasquiaro, poeta mexicano (f. 1998).
- 1953: Gerardo Solano, futbolista costarricense (f. 2000).
- 1954: Georgina Barbarossa, actriz, comediante y presentadora de televisión argentina.
- 1954: Yves Debay, periodista belga (f. 2013).
- 1954: José María Figueres Olsen, político costarricense, presidente de Costa Rica entre 1994 y 1998.
- 1954: Gregory S. Paul, peleontólogo estadounidense.
- 1955: Luis Auserón, músico español, de la banda Radio Futura.
- 1955: Grand L. Bush, actor estadounidense.
- 1955: Scott Fischer, alpinista estadounidense (f. 1996).
- 1955: Gary Lachman, músico estadounidense.
- 1956: Irene Khan, político bangladeshí.
- 1957: Hamid Karzai, político afgano, presidente de Afganistán entre 2004 y 2014.
- 1957: Francisco Muñoz Soler, escritor español.
- 1958: Olívia Byington, cantautora y guitarrista brasileña.
- 1958: Paul Pressey, baloncestista estadounidense.
- 1958: Manuel Enríquez Rosero, político colombiano.
- 1958: Janfri Topera, actor español.
- 1958: Michael T. Flynn, militar estadounidense.

- 1959: Anil Kapoor, actor indio.

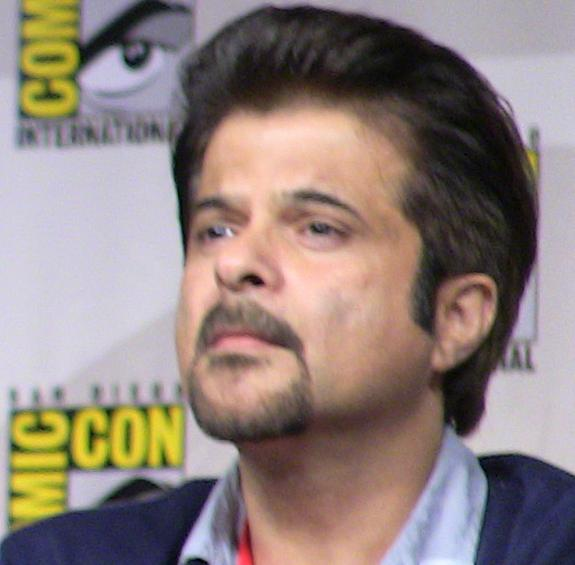
Anil Kapoor.

- 1959: Lee Daniels, cineasta estadounidense.
- 1960: Gustavo Fontán, cineasta argentino.
- 1960: Glenn McQueen, dibujante estadounidense (f. 2002).
- 1960: Eva Tamargo, actriz estadounidense.
- 1960: Fei Xiang, cantante chino.
- 1961: Ilham Aliyev, político azerbaiyano, presidente de Azerbaiyán desde 2003.
- 1961: Wade Williams, actor estadounidense.
- 1962: Bill Siegel, director de cine estadounidense (f. 2018):
- 1963: Naja Marie Aidt, escritora danesa.
- 1963: Eloy M. Cebrián, escritor español.
- 1963: Tod Murphy, baloncestista estadounidense.
- 1964: Mark Valley, actor estadounidense.
- 1964: Mónica Scapparone, actriz argentina.
- 1965: Marcelo Villena Alvarado, poeta boliviano.
- 1965: Mika Selander, músico finlandés (f. 2023).
- 1965: Mafalda Veiga, cantante portuguesa.
- 1966: Diedrich Bader, actor estadounidense.
- 1967: Pernilla Wahlgren, actriz y cantante sueca.
- 1967: Vladislav Jovalyg, político ruso de etnia tuvana actual presidente de la República de Tuvá.
- 1968: Javier Echevarría Escribens, actor peruano.
- 1968: Choi Jin-sil, actriz surcoreana (f. 2008).
- 1968: Xiomara Rivero, atleta cubana de lanzamiento de jabalina.
- 1969: Clinton McKinnon, músico estadounidense.
- 1969: Ed Miliband, político británico.
- 1969: Mark Millar, historietista británico.
- 1969: Humberto Ovelar, futbolista paraguayo.
- 1969: Luis Musrri, futbolista chileno.
- 1970: Adam Haslett, escritor estadounidense.

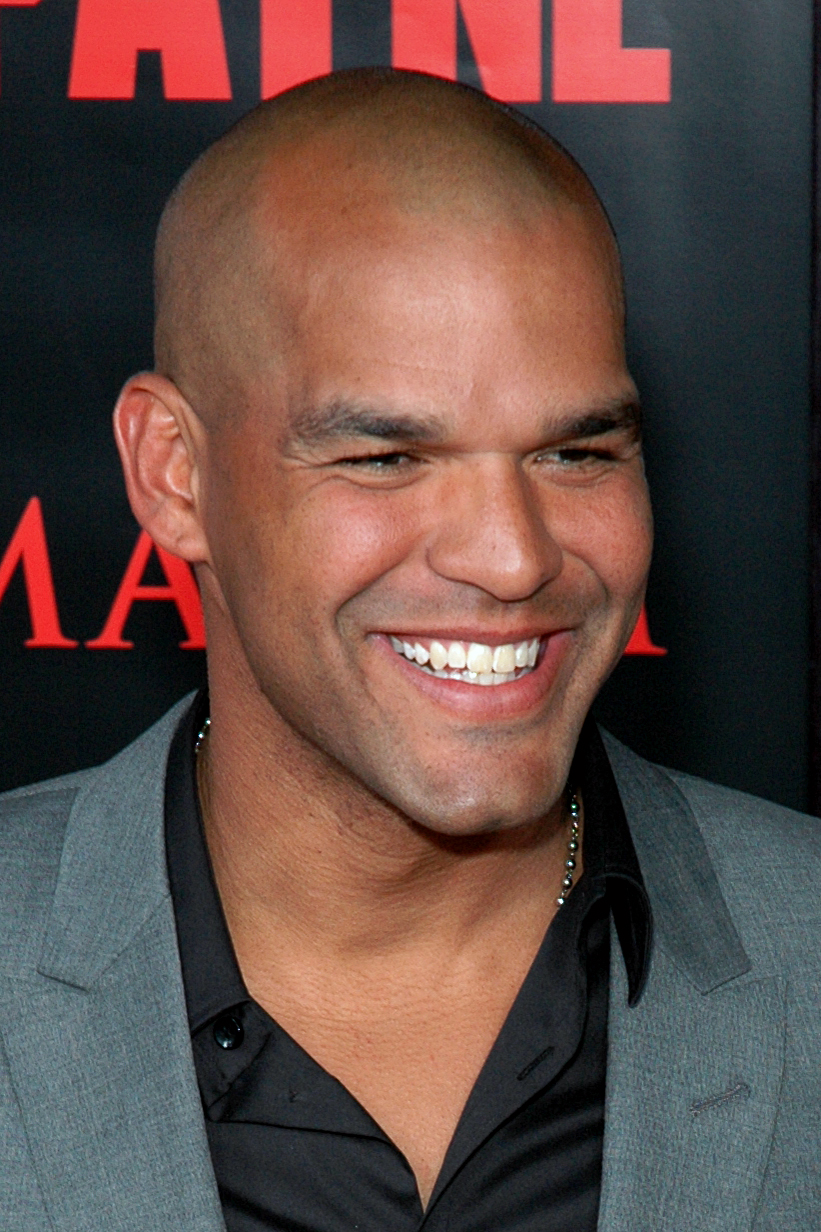
Amaury Nolasco

- 1970: Amaury Nolasco, actor puertorriqueño.
- 1970: Will Oldham, actor y cantante estadounidense.
- 1970: Adriana Riveramelo, periodista y actriz mexicana.
- 1970: Pedro González Pierella, futbolista argentino.
- 1970: Beatriz Sánchez, periodista y política chilena.
- 1970: Marco Minnemann, músico alemán.
- 1970: Judith Amaechi, política nigeriana.
- 1971: Giórgos Alkaíos, cantante griego.
- 1971: Álex Cabrera, beisbolista venezolano.

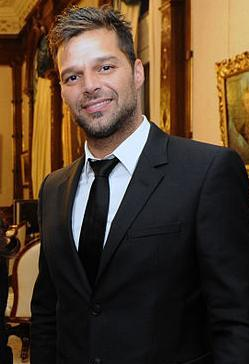
Ricky Martin.

- 1971: Ricky Martin, actor y cantante puertorriqueño.
- 1972: Richard Dutruel, futbolista francés.
- 1972: Betina González, escritora argentina.
- 1972: Álvaro Mesén, futbolista costarricense.
- 1972: Klaus Schnellenkamp, autor chileno-alemán.
- 1973: Grutle Kjellson, bajista noruego, de la banda Enslaved.
- 1973: Stephenie Meyer, escritora estadounidense.
- 1973: Matt Passmore, actor australiano.
- 1973: Eddie Pope, futbolista estadounidense.
- 1973: Ali Salem Tamek, activista marroquí.
- 1973: Dong Liu, atleta china-española.
- 1974: Cristina Umaña, actriz colombiana.
- 1974: Thure Lindhardt, actor danés.
- 1974: Marcelo Salas, futbolista chileno.
- 1974: Ryan Seacrest, presentador de televisión estadounidense.
- 1974: Samuel Caballero, futbolista hondureño.
- 1975: Toru Ito, luchador profesional japonés.
- 1975: Jaime Ruiz, futbolista mexicano.
- 1976: Florencia Abbate, escritora y periodista argentina.
- 1976: Ángel Matos, practicante de taekwondo cubano.
- 1976: Iker Lastra, actor español.
- 1976: Pepe Ocio, actor español.
- 1976: Alfredo Toxqui, futbolista mexicano.
- 1976: Marion Rodewald, jugadora de hockey sobre césped alemana.
- 1977: Michael Raymond-James, actor estadounidense.
- 1977: Américo, cantante tropical chileno.
- 1978: Josh Asselin, baloncestista estadounidense.
- 1978: Yıldıray Baştürk, futbolista turco.
- 1978: Souleymane Diawara, futbolista senegalés.
- 1978: Dayron Pérez, futbolista colombiano.
- 1979: Ben Geurens, actor australiano.
- 1979: Chris Hero, luchador estadounidense.
- 1979: Rodrigo Mannara, futbolista argentino.
- 1979: Danny Raco, actor italiano.
- 1980: Stephen Appiah, futbolista ghanés.
- 1980: Álvaro Gómez, actor chileno.
- 1980: Maarja-Liis Ilus, cantante estonia.
- 1980: Andrew Barron, futbolista neozelandés.
- 1981: Dima Bilán, cantante ruso.
- 1981: Sophie Moone, actriz pornográfica y modelo erótica húngara.
- 1982: Masaki Aiba, músico y actor japonés.

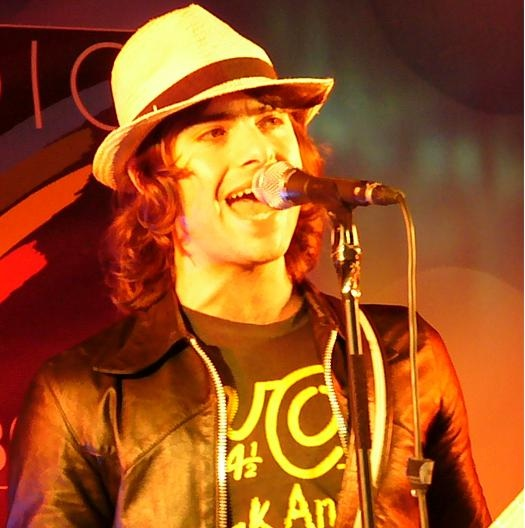
Robert Schwartzman.

- 1982: Robert Schwartzman, músico y actor estadounidense.
- 1983: Gregor Blanco, beisbolista venezolano.
- 1983: Ariel Bogado, futbolista paraguayo.
- 1983: Valeria Bringas, actriz y modelo peruana.
- 1983: Irene Fornaciari, cantante italiana.
- 1983: Sayaka Minami, cantante japonesa.
- 1983: Joel Solanilla, futbolista panameño.
- 1983: Alla Lyshafay, futbolista ucraniana.
- 1984: Yerson Opazo, futbolista chileno.
- 1984: Wallace Spearmon, atleta estadounidense.
- 1984: Austin Stowell, actor estadounidense.
- 1984: Rogério Miranda Silva, futbolista brasileño.
- 1985: Takeshi Minamino, luchador profesional japonés.
- 1985: Léo Silva, futbolista brasileño.
- 1985: Matt Targett, nadador australiano.
- 1986: Ana Brenda Contreras, actriz estadounidense.
- 1986: Kyrylo Fesenko, baloncestista ucraniano.
- 1986: Theodor Gebre Selassie, futbolista checo.
- 1986: Riyo Mori, bailarina y modelo japonesa.
- 1986: Thomas Peterson, ciclista estadounidense.
- 1986: Satomi Ishihara, actriz japonesa.
- 1986: Subrata Pal, futbolista indio.
- 1986: Lee Yong, futbolista surcoreano.
- 1987: Matías Cahais, futbolista argentino.
- 1987: Maksim Molokoyedov, futbolista ruso.
- 1987: Aaron Gwin, ciclista estadounidense.
- 1988: Momodou Ceesay, futbolista gambiano.
- 1988: Nikola Mektić, tenista croata.
- 1988: Simon Zenke, futbolista nigeriano.
- 1988: Kōhei Doi, futbolista japonés.
- 1988: Njongo Priso, futbolista camerunés.
- 1988: Stefanos Athanasiadis, futbolista griego.
- 1988: Dušan Cvetinović, futbolista serbio.
- 1989: Carlos Escobar Ortiz, futbolista chileno.
- 1989: Gonzalo Verón, futbolista argentino.
- 1989: William Fletcher, remero británico.
- 1989: Diafra Sakho, futbolista senegalés.
- 1989: Rashed Al-Hooti, futbolista bareiní.
- 1989: Alen Milosevic, balonmanista suizo.
- 1990: José Rogério, futbolista brasileño.
- 1991: Louis Tomlinson, cantante, compositor y futbolista británico, inició en la banda One Direction.
- 1991: Eric Moreland, baloncestista estadounidense.
- 1992: Davante Adams, jugador estadounidense de fútbol americano.
- 1992: Melissa Suffield, actriz británica.
- 1992: Maksym Malyshev, futbolista ucraniano.
- 1992: Serge Aurier, futbolista marfileño.
- 1992: Mohammed Fatau, futbolista ghanés.
- 1992: Michel Babatunde, futbolista nigeriano.
- 1992: Brian Brown, futbolista jamaicano.
- 1993: Andrea Cedrón, nadadora peruana.
- 1993: Yūya Kubo, futbolista japonés.
- 1994: LaShawn Tináh Jefferies, actriz estadounidense.
- 1994: Brad Abbott, futbolista inglés.
- 1994: Frédéric Guilbert, futbolista francés.
- 1994: Ève Périsset, futbolista francesa.
- 1995: Lynden Gooch, futbolista estadounidense.
- 1995: Fabrice Ondoa, futbolista camerunés.
- 1995: Anabel Ubal, futbolista uruguaya.
- 1995: Chima Moneke, baloncestista nigeriano.
- 1996: Kendija Aparjode, piloto de luge letona.
- 1996: Jovo Damjanović, balonmanista montenegrino.
- 1996: Jailen Gill, baloncestista estadounidense.
- 1996: Emanuel Cecchini, futbolista argentino.
- 1996: Jesús Rubio, futbolista mexicano.
- 1996: Benjamin Voisin, actor francés.
- 1996: Steffania Uttaro, cantante venezolana.
- 1997: Ryan Orr, regatista británico.
- 1997: Cristian Uta, baloncestista rumano.
- 1997: Jamorko Pickett, baloncestista estadounidense.
- 1998: Declan McKenna, cantante británico.
- 1998: Alexis Mac Allister, futbolista argentino.Alexis Mac Allister

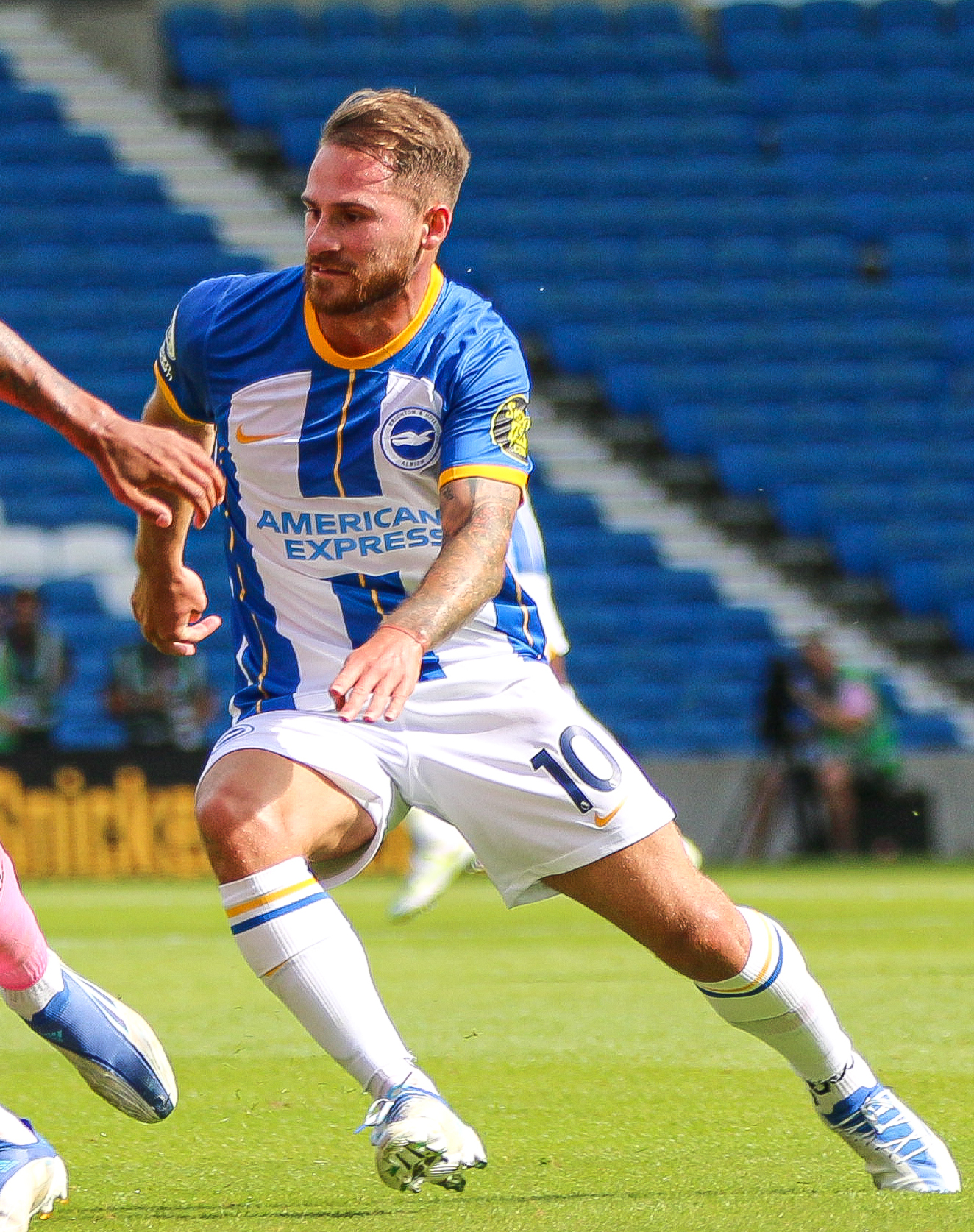
Alexis Mac Allister

- 1998: Grégoire Munster, piloto de rally luxemburgués.
- 1998: Isaura Maenhaut, regatista belga.
- 1999: Egor Zheshko, cantante bielorruso.
- 1999: Gonzalo Torres, futbolista argentino.
- 1999: Chris Smith, baloncestista estadounidense.
- 2000: Tiago Dantas, futbolista portugués.
- 2000: Jiang Shenglong, futbolista chino.
- 2001: María Pérez Rabaza, futbolista española.
- 2002: Iván Azón, futbolista español.
- 2003: Samba Lélé Diba, futbolista senegalés.
- 2003: Ayane Yanai, atleta japonesa.
- 2004: Kim Ji-soo, futbolista surcoreano.
- 2007: Mamadou Sadio, futbolista senegalés.

## Fallecimientos
- 1317: Jean de Joinville, escritor francés (n. 1224).
- 1453: John Dunstaple, compositor inglés (n. 1390).
- 1456: Đurađ Branković, rey serbio (n. 1377).
- 1473: Juan Cancio, sacerdote y teólogo polaco (n. 1390).

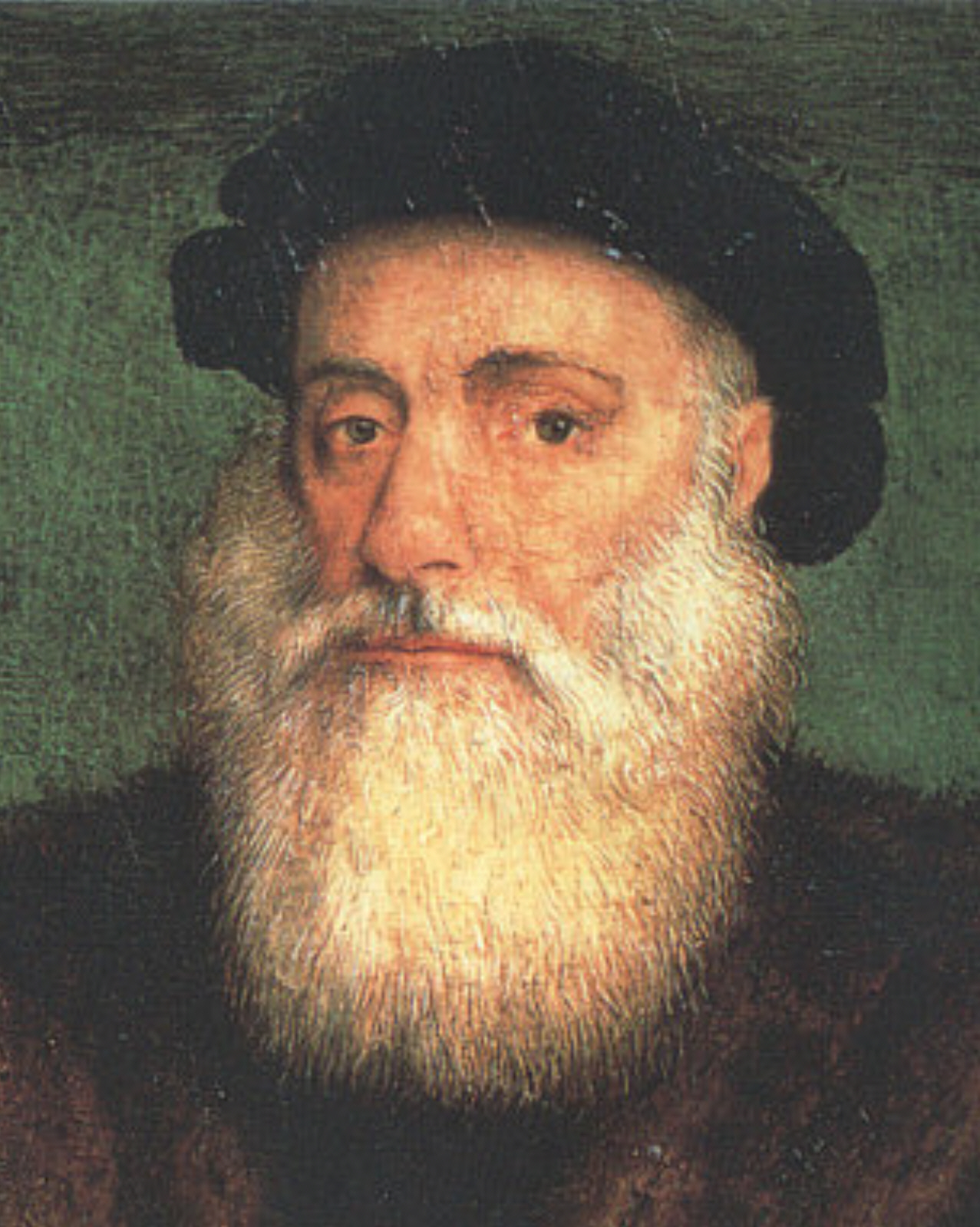
Vasco da Gama.

- 1524: Vasco da Gama, explorador y navegante portugués (n. 1469).
- 1535: Euricius Cordus, poeta, médico y botánico alemán (n. 1486).
- 1541: Damián Forment, escultor español (n. c. 1480).
- 1588: Luis II, cardenal de Guisa, religioso francés (n. 1555).
- 1598: Martín García Óñez de Loyola, conquistador español (n. 1549).
- 1608: Ángela Serafina Prat, religiosa española (n. 1543).
- 1660: María Enriqueta Estuardo, aristócrata británica (n. 1631).
- 1667: John Mylne, arquitecto británico (n. 1611).
- 1692: María Antonia de Austria, aristócrata alemana (n. 1669).
- 1707: Noël Coypel, pintor y decorador francés (n. 1628).
- 1729: Marcantonio Franceschini, pintor italiano (n. 1648).
- 1783: Jacobus Cornelius Matthaeus Radermacher, explorador, botánico, y escritor neerlandés (n. 1741).
- 1804: Martin Vahl, botánico noruego (n. 1749).
- 1806: Fernando Carlos de Habsburgo-Lorena, aristócrata austríaco (n. 1754).
- 1813: Go-Sakuramachi, emperatriz japonesa (n. 1740).
- 1816: Manuel Tolsá, arquitecto y escultor español (n. 1757).
- 1821: Valentín de Foronda, economista y escritor español (n. 1751).
- 1827: Joseph Collyer, grabador británico (n. 1748).
- 1834: Agustín García Arrieta, escritor español (n. 1768).
- 1836: Francisco Espoz y Mina, militar español (n. 1781).
- 1837: Grimod de La Reynière, gastrónomo francés (n. 1758).
- 1850: Christian Friedrich Hornschuch, botánico alemán (n. 1793).
- 1856: John Ayrton Paris, médico británico (n. 1785).
- 1863: William Makepeace Thackeray, escritor británico (n. 1811).
- 1864: Heinrich Hössli, escritor suizo (n. 1784).
- 1867: José Mariano Salas, político y militar mexicano (n. 1797).
- 1868: Adolphe d'Archiac, naturalista, paleontólogo y geólogo francés (n. 1802).
- 1869: Edwin M. Stanton, abogado estadounidense (n. 1814).
- 1871: Luis Viale, empresario italiano (n. 1815).
- 1872: William John Macquorn Rankine, ingeniero y físico británico (n. 1820).
- 1873: Johns Hopkins, filántropo estadounidense (n. 1795).
- 1882: Johann Benedict Listing, matemático alemán (n. 1808).
- 1884: Philipp von Jolly, físico y matemático alemán (n. 1809).
- 1885: José Víctor Jiménez, político mexicano (n. 1803).
- 1891: Miguel Payá y Rico, obispo español (n. 1811).
- 1893: Robert Bentley, botánico británico (n. 1821).
- 1893: Emilio Mitre, militar argentino (n. 1824).
- 1894: José Nicolás Puccio, empresario argentino (n. 1844).
- 1894: Pedro Carbo, político y escritor ecuatoriano (n. 1813).
- 1895: Leopoldo Laussat, político español (n. 1838).
- 1898: Chárbel Makhlouf, monje y sacerdote libanés (n. 1828).
- 1903: Carlos Navarro Rodrigo, periodista y político español (n. 1833).
- 1904: Julien Dillens, escultor belga (n. 1849).
- 1914: John Muir, naturalista estadounidense (n. 1838).
- 1921: Teresa Wilms Montt, escritora chilena (n. 1893).
- 1926: William Wesley Coe, atleta estadounidense (n. 1879).
- 1927: Vladímir Béjterev, neurólogo y psiquiatra ruso (n. 1857).
- 1927: Alexandre Promio, cineasta francés (n. 1868).
- 1930: Antonio de Orleans y Borbón, aristócrata español (n. 1866).
- 1933: Lorenzo Tio, saxofonista estadounidense (n. 1884).
- 1935: Alban Berg, compositor austriaco (n. 1885).
- 1935: Ramón Sijé, escritor, periodista y abogado español (n. 1913).
- 1936: Irene Fenwick, actriz estadounidense (n. 1887).
- 1938: Joaquim Francisco de Assis Brasil, escritor y político brasileño (n. 1857).
- 1938: Amália Luazes, escritora portuguesa (n. 1865).
- 1938: Severiano Martínez Anido, militar español (n. 1862).
- 1938: Bruno Taut, arquitecto alemán (n. 1880).
- 1939: José Negre, anarcosindicalista español (n. 1875).
- 1942: François Darlan, almirante y político francés (n. 1881).
- 1943: Kurt Gruber, político nazi alemán (n. 1904).
- 1943: Mariano Gutiérrez-Lanza, meteorólogo y astrónomo español (n. 1865).
- 1945: Luis Chamizo Trigueros, escritor español (n. 1894).
- 1945: Mariano Holguín, sacerdote peruano (n. 1860).
- 1945: Francisco Pujol, compositor español (n. 1878).
- 1946: Manuel González, actor español (n. ¿?).
- 1947: Charles Gondouin, rugbista francés (n. 1875).
- 1948: Luis Trenova Balharry, político chileno (n. 1876).
- 1950: Anselmo Barreto, abogado y magistrado peruano (n. 1865).
- 1950: Lev Semionovich Berg, geógrafo y biólogo soviético (n. 1876).
- 1953: Carlos Pío de Habsburgo-Borbón, aristócrata austriaco y pretendiente carlista al trono español (n. 1909).
- 1957: Arturo Barea, escritor español (n. 1897).
- 1957: Ángel Lascurain y Osio, ingeniero mexicano (n. 1882).
- 1957: Shūmei Ōkawa, intelectual japonés (n. 1886).
- 1957: Norma Talmadge, actriz estadounidense (n. 1894).
- 1959: Edmund Goulding, director de cine británico (n. 1891).
- 1959: Holger Wederkinch, escultor danés (n. 1886).
- 1961: Luis Nicolau d'Olwer, político español (n. 1888).
- 1962: Wilhelm Ackermann, matemático alemán (n. 1896).
- 1963: Mariano Arrate, futbolista español (n. 1892).
- 1965: William Marrion Branham, reverendo estadounidense (n. 1909).
- 1965: Manuel Gallego Suárez-Somonte, militar español (n. 1894).
- 1966: Gaspar Cassadó i Moreu, violonchelista y compositor español (n. 1897).
- 1968: Eduardo Cansino, bailarín y actor español (n. 1895).
- 1969: Oswaldo Hercelles García, médico peruano (n. 1908).
- 1969: Seabury Quinn, escritor estadounidense (n. 1889).
- 1970: Nikolái Shvérnik, político soviético (n. 1888).
- 1972: Melville Ruick, actor estadounidense (n. 1898).
- 1972: Charles Atlas, fisicoculturista estadounidense (n. 1892).
- 1973: Gerard Kuiper, astrónomo estadounidense (n. 1905).
- 1973: Sergei Tschachotin, microbiólogo y sociólogo soviético (n. 1883).
- 1974: Ida Kar, fotógrafa rusa (n. 1908).
- 1974: Adriana Prieto, actriz brasileña (n. 1949).
- 1975: Bernard Herrmann, compositor estadounidense (n. 1911).
- 1976: Duarte I Nuño de Braganza, aristócrata portugués (n. 1907).
- 1977: Ubaldo Martínez, actor uruguayo (n. 1909).
- 1977: Juan Velasco Alvarado, político y militar peruano (n. 1910).
- 1977: Samael Aun Weor, escritor colombiano (n. 1917).

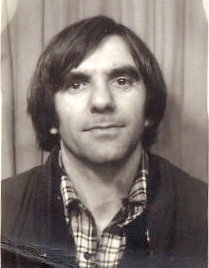
Rudi Dutschke.

- 1979: Rudi Dutschke, líder estudiantil alemán (n. 1940).
- 1980: Karl Doenitz, almirante alemán (n. 1891).
- 1982: Louis Aragon, escritor francés (n. 1897).
- 1982: Maurice Biraud, actor francés (n. 1922).
- 1982: Rafael Rossi, músico argentino (n. 1896).
- 1983: Héctor Duvauchelle, actor chileno (n. 1932).
- 1984: Ian Hendry, actor británico (n. 1931).
- 1984: Peter Lawford, actor británico (n. 1923).
- 1985: Ferhat Abbas, político argelino (n. 1899).
- 1985: Demetrio Vallejo, político mexicano (n. 1910).
- 1985: Sara Insúa, escritora y periodista española (n. 1901).
- 1986: Gardner Fox, escritor estadounidense (n. 1911).
- 1987: Joop den Uyl, político neerlandés (n. 1919).
- 1987: Thérèse Bertrand-Fontaine, médico francesa (n. 1895).
- 1987: Terence Tiller, poeta y productor de radio británico (n. 1916).
- 1988: Mary Cavendish, aristócrata británica (n. 1895).
- 1989: Roger Pigaut, actor y director francés (n. 1919).
- 1990: Rodolfo Orlandini, futbolista y entrenador argentino (n. 1905).
- 1991: Maria Àngels Cardona i Florit, científica española (n. 1940).
- 1992: Jack Nichols, baloncestista estadounidense (n. 1926).
- 1992: Peyo, historietista belga (n. 1928).
- 1992: Faustino Pérez, político y médico cubano (n. 1920).
- 1993: Yen Chia-kan, político chino (n. 1905).
- 1993: Chucho Navarro, músico mexicano (n. 1913).
- 1993: Norman Vincent Peale, psicólogo y escritor estadounidense (n. 1898).
- 1994: John Boswell, historiador estadounidense (n. 1947).
- 1994: Rossano Brazzi, actor italiano (n. 1916).
- 1994: Julie Haydon, actriz estadounidense (n. 1910).
- 1994: John Osborne, dramaturgo británico (n. 1929).
- 1995: Carlos Lapetra, futbolista español (f. 1938).
- 1997: Toshiro Mifune, actor japonés (n. 1920).
- 1998: José Campillo Sainz, abogado y político mexicano (n. 1917).
- 1999: João Baptista Figueiredo, presidente brasileño entre 1979 y 1985 (n. 1918).
- 1999: Maurice Couve de Murville, político francés (n. 1907).
- 1999: Tito Guízar, actor mexicano (n. 1908).
- 1999: Grete Stern, diseñadora y fotógrafa alemana (n. 1904).
- 2000: John Cooper, piloto de automovilismo británico (n. 1923).
- 2001: Robert Leckie, reportero y escritor estadounidense (n. 1920).
- 2001: Harvey Martin, jugador estadounidense de fútbol americano (n. 1950).

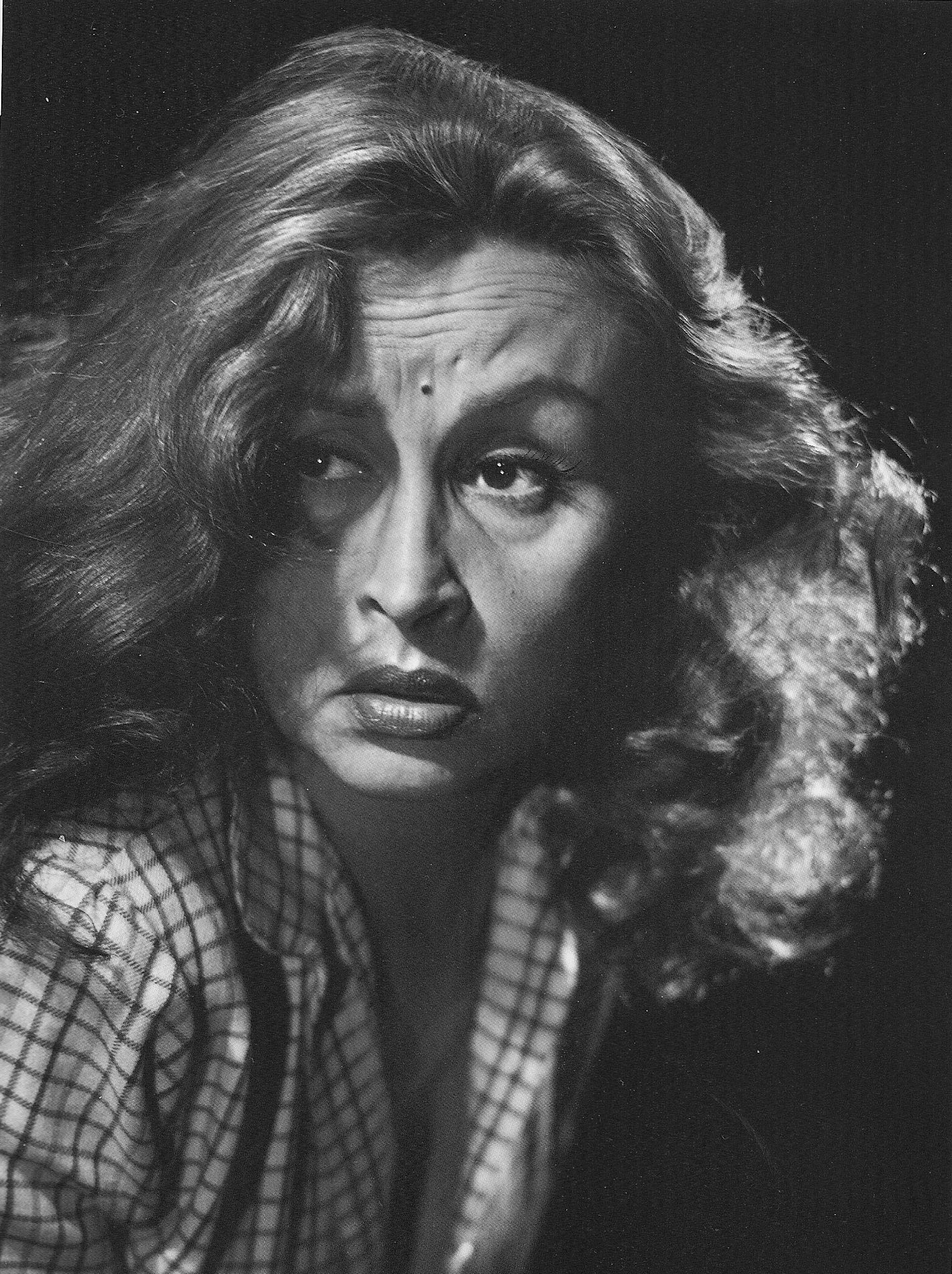
Tita Merello.

- 2002: Jaime Barylko, escritor, ensayista y pedagogo argentino (n. 1936).
- 2002: Tita Merello, actriz y cantante argentina (n. 1904).
- 2002: José Luis Molinuevo, futbolista español (n. 1917).
- 2002: Richie Regan, baloncestista estadounidense (n. 1930).
- 2003: Hugo Argüelles, dramaturgo mexicano (n. 1932).
- 2003: Gustavo Lagos, abogado chileno (n. 1924).
- 2004: Fermín de la Sierra, ingeniero español (n. 1912).
- 2004: José R. Somoza, militar nicaragüense (n. 1914).
- 2006: Braguinha, músico brasileño (n. 1907).
- 2006: Kiva Maidánik, historiador y politólogo soviético (n. 1929).
- 2006: Víctor Puyuelo, actor y pintor español (n. 1941).
- 2006: Mirko Sandić, waterpolista y entrenador serbio (n. 1942).
- 2006: Frank Stanton, empresario estadounidense (n. 1908).
- 2007: Sergio Correa Gac, sacerdote chileno (n. 1915).
- 2007: Luis Ximénez Caballero, músico mexicano (n. 1928).
- 2008: Samuel Phillips Huntington, politólogo estadounidense (n. 1927).
- 2008: Harold Pinter, Premio Nobel de Literatura en 2005 (n. 1930).
- 2009: Freddy Artiles, dramaturgo y titiritero cubano (n. 1946).
- 2009: Hugo Berly, futbolista y entrenador chileno (n. 1941).
- 2009: Rafael Caldera, abogado, político y expresidente venezolano (n. 1916).
- 2010: José Orlandis, historiador y jurista español (n. 1918).
- 2010: Orestes Quércia, político brasileño (n. 1938).
- 2010: Eino Tamberg, compositor estonio (n. 1930).
- 2011: José Andrés Corral Arredondo, obispo mexicano (n. 1946).
- 2011: Juan García Damas, escritor español (n. 1915).
- 2011: Johannes Heesters, actor y cantante neerlandés (n. 1903).
- 2012: Charles Durning, actor estadounidense (n. 1923).

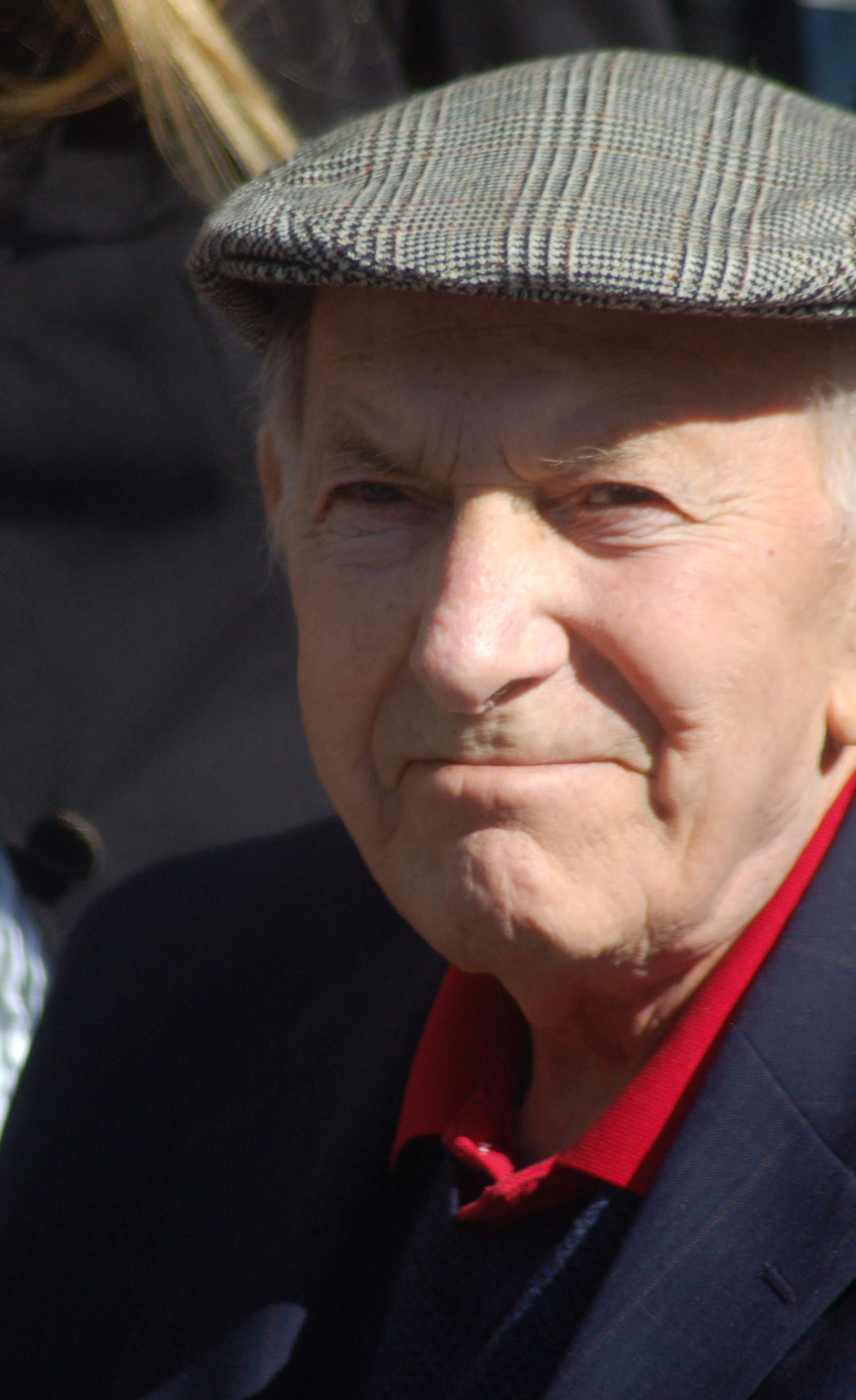
Jack Klugman.

- 2012: Jack Klugman, actor estadounidense, protagonista de la serie Quincy (n. 1922).
- 2012: Richard Rodney Bennett, compositor británico (n. 1936).
- 2012: José Simón Díaz, bibliógrafo y filólogo español (n. 1920).
- 2016: Fernando Corredor, fue actor colombiano que participó en teatro, televisión y cine. (n. 1935).
- 2016: Gil Parrondo, director artístico español ganador de dos Premios Óscar (n. 1921).
- 2016: Rick Parfitt, guitarrista británico de la banda Status Quo (n. 1948).
- 2018: Martha Érika Alonso (n. 1973), Rafael Moreno Valle Rosas (n. 1968) y tres personas más en el Accidente aéreo del Agusta A109S.
- 2019: Serguéi Karimov, futbolista kazajo (n. 1986).
- 2020: Ivry Gitlis, violinista israelí (n. 1922).
- 2021: Raúl Horacio Madero (82), jugador de fútbol y médico argentino (n. 1939).
- 2021: Oscar López Ruiz (83), guitarrista, productor y compositor argentino (n. 1938).
- 2022: 
  - Franco Frattini, político italiano (n. 1957).
  - Tunisha Sharma, actriz india (n. 2002).

## Celebraciones
- Mundial: 
  - Nochebuena.

Religiosas
(Por orden alfabético)
- Dinamarca: 
  - Juleaften.

- Estados Unidos: 
  - Fiesta de los Siete Peces.

- Finlandia: 
  - Declaración de la Paz Navideña.

- Islandia: 
  - Aðfangadagskvöld.

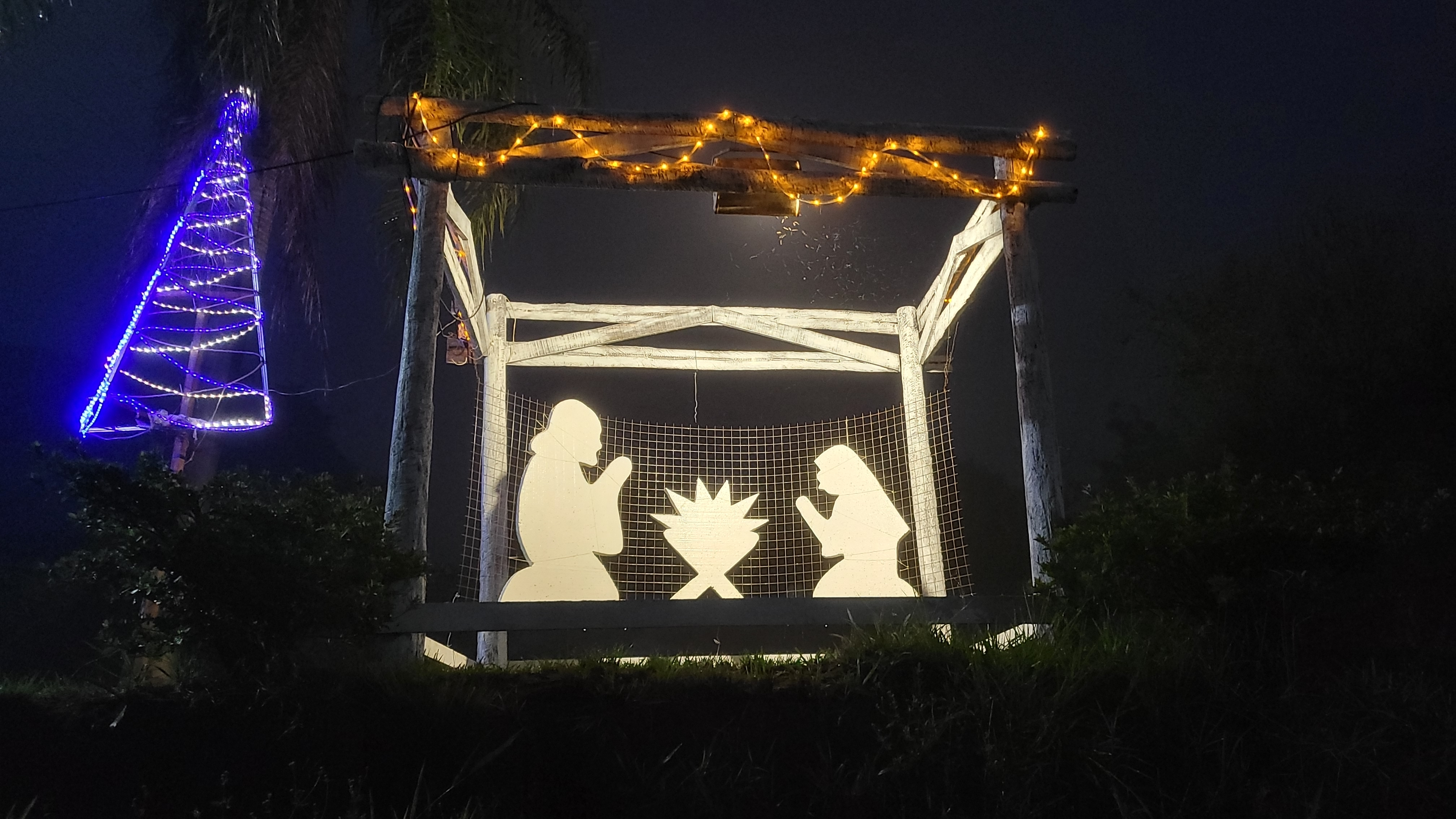
Pesebre de Navidad en la Capilla Santa Cecilia en Ruiz de Montoya, provincia de Misiones, Argentina.

- Israel (algunas comunidades judías): 
  - Nittel Nacht

- México: 
  - Finalizan Las Posadas.

- Noruega:
  - Julaften.

- Suecia: 
  - Julafton.

 Por países
(Por orden alfabético)
- Argentina: 
  - Día de la Policía Federal Argentina.
Creada el 24 de diciembre de 1943.

- Libia: 
  - Día de la Independencia.

- Rusia: 
  - Día de Honor Militar.

Gastronomía
- Día Mundial de las Natillas.[4] Considerado como uno de los postres típicos en varios países de Europa, acompañadas con canela y galletas. Esta efeméride gastronómica se celebra en una fecha muy especial, la Nochebuena.

### Santoral católico
- Santos antepasados de Jesucristo.

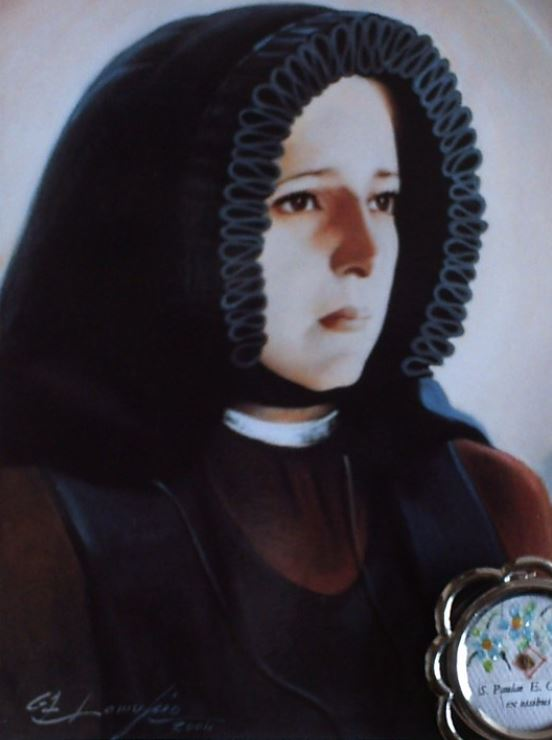
Santa Paula Elisabet Cerioli.

- San Delfín de Burdeos, obispo (c. 404).[5]
- Santa Tarsila de Roma, virgen (c. 593).[5]
- Santa Irmina de Tréveris, abadesa (c. 710).[5]
- Beato Bartolomé María dal Monte, presbítero (1778).[5]
- Santa Paula Elisabet Cerioli (1865).[5](imagen ilustrativa).
- San Charbel Makhluf (1898).